# Ivan Elaguine
Ivan Perfilevich Elaguine (en russe : Иван Перфильевич Елагин), né le 11 décembre 1725 à Saint-Pétersbourg et mort en 3 octobre 1794 dans la même ville, est un ésotériste, dramaturge et traducteur russe qui a créé pour le théâtre classique en Russie.
Il fut de la cour de Catherine II,  traducteur de Molière et de Prévost et un important franc-maçon russe, puisqu'il reçut d'Henry Somerset (5e duc de Beaufort) qui était grand maître de la Grande loge de Londres, le titre de grand maître provincial de toutes les loges de rite anglais en Russie et il fut le vénérable maître de la « loge des Muses » .